# 手塚祐介
手塚 祐介（てづか ゆうすけ、1981年2月19日 - ）は、日本の男性俳優、声優。奈良県出身。円企画所属。

## 来歴
奈良県立西の京高等学校卒業。
2001年、円演劇研究所入所。2003年、演劇集団 円の会員に昇格。

## 人物
声種はテノール。趣味・特技はバスケットボール、水泳、関西弁。資格は普通自動車免許。

## 出演作品（俳優）

### テレビドラマ
- こちら本池上署
- 新・京都迷宮案内
- 警視庁・捜査一課長（2016年）

### バラエティ
- WALKING EYES アルクメデス（かるた名人）

### 舞台
- アフリカの太陽
- オセロー
- おばけリンゴ
- 鏡花万華鏡風流線
- ファウスト
- 友達

## 出演作品（声優）

### テレビアニメ
- 結界師（2006年 - 2007年、田端ヒロム）
- 古代王者 恐竜キング Dキッズ・アドベンチャー（2007年、係員）
- もっけ（2007年、高梨の友達）
- 四畳半神話大系（2010年、ほんわか男子A）
- 山賊の娘ローニャ（2014年、ペリェ[5]）
- 映像研には手を出すな!（2020年、美術部 中村）
- サクガン（2021年、デッパー[6]）

### 劇場アニメ
- 崖の上のポニョ（2008年）

### ゲーム
- サイキン恋シテル?（2009年、はっち）

### 吹き替え

#### 担当俳優
ミッチェル・ムッソ
- フィニアスとファーブ（2008年、ジェレミー・ジョンソン）
  - フィニアスとファーブ/ザ・ムービー（2011年、ジェレミー・ジョンソン）
  - フィニアスとファーブ/ザ・ムービー:キャンディス救出大作戦（2020年、ジェレミー・ジョンソン）

- KING兄弟（2010年、ブレイディ）
- シークレット・アイドル ハンナ・モンタナ（2010年、オリバー・オーケン）
  - ハンナ・モンタナ/ザ・ムービー（2010年、オリバー・オーケン）

ネイサン・クレス
- iCarly（2011年、フレディ・ベンソン #26-#109）
- サム&キャット（2015年、フレディ・ベンソン）
- ゲームシェイカーズ（2017年、本人役）

#### 映画
- 紀元1年が、こんなんだったら!?（2009年、オー〈マイケル・セラ〉）
- キャプテン・フィリップス（2013年、アダン・ビラル〈バーカッド・アブディラマン〉[7]）
- ドラゴンハート 最後の闘い（2015年、ローン〈ジャッサ・アルワリア〉）
- マダム・フローレンス! 夢見るふたり（2017年、コズメ・マクムーン〈サイモン・ヘルバーク〉）
- トムとジェリー（2021年、トプシー[8]）

#### ドラマ
- ER緊急救命室（2006年 - 2010年、ダーク・ハーモン〈アレックス・ブラック〉#242、エリック〈ジェレミー・キスナー〉#248、デニス・サットン〈トーマス・“ババ”・ルイス〉#280、クワン・リー〈アーロン・ヨー〉#306）
- 気分はぐるぐる #11,#22（2008年）
- 禁断の関係〜愛と憎しみのブーケ〜（2010年、デヴィッド・マンソン）
- 恐竜SFドラマ プライミーバル 第3章（2010年、ライアン・メイソン）
- ナース・ジャッキー（2010年）
- ALCATRAZ/アルカトラズ（2012年、アーネスト・コブ）

#### アニメ
- カーズ（2006年）
- バットマン:ブレイブ&ボールド（2009年、カマンディ）
- サバンナ・アドベンチャー（2014年、クンバ）

### 特撮
- 古代少女隊ドグーンV（2010年、妖怪ミート君の声）

### ラジオドラマ
- 青春アドベンチャー （NHK-FM）
  - 死神の精度（2006年10月30日 - 11月3日） - 萩原 役
  - 僕たちの宇宙船（2013年10月28日 - 11月8日）
  - 雨にもまけず粗茶一服（2016年9月19日 - 30日）
  - あなたに似た自画像（2016年10月17日 - 28日）
  - ギルとエンキドゥ（2018年11月5日 - 16日）
  - シンクホール（2021年1月18日 - 29日）
  - 女だてら（2021年6月28日 - 7月16日）
  - 夢胡蝶～羽州ぼろ鳶組（2022年10月17日 - 28日） - 小唄の矢吉 役
  - ふれるストーリーボックス（2023年2月27日 - 3月3日）
- FMシアター （NHK-FM）
  - 稲穂が輝く時（2008年8月9日）
  - 三月の招待状（2009年5月30日）
  - 満月の夜（2010年1月9日）
  - 天空の道標（2013年7月6日）
  - 通い猫アルフィーの奇跡（2018年1月27日）
  - 100億分の1のオトン（2018年4月14日）
  - それは誠（2024年6月1日）